# Sanavirones
Sanavirones o salavinones son los nombres con los cuales es conocido un pueblo indígena que hacia el siglo XV habitó en el centro del actual territorio de Argentina. Esta etnia formaba parte del grupo pámpido, con elementos genéticos y culturales amazónicos y ándidos.

## Orígenes y expansión territorial
Son correspondidos a una parcialidad de los tonocotés que se diferenció en la zona de Salavina (centro de la actual provincia de Santiago del Estero), por la presión debida a su crecimiento demográfico y a probablemente un período de sequía debido a la miniglaciación de Spörer (hacia 1410 -1570). En esa época comenzaron su expansión hacia el  suroeste de tal modo que llegaron a las Sierras de Córdoba invadiendo (merced a su superioridad numérica) algunos territorios ancestrales de los "comechingones". Por el sur su límite chocó con el de los taluhet, de modo que hasta el siglo XVII los salavinones o sanavirones se ubicaban en las cercanías de la laguna de Mar Chiquita en la actual provincia de Córdoba (Argentina). Por el norte llegaban hasta el río Salado, donde comenzaban el territorio de los tonocotés. Al sur se extendían por el río Suquía o Primero. Al oeste limitaban con la sierra de Sumampa y el límite oriental coincidía con los actuales límites entre las provincias de Santiago del Estero y Santa Fe.
Desde el siglo XVIII prácticamente se pierden los rastros de los sanavirones en cuanto a grupo étnico y cultural diferenciado, habiéndose mixogenizado formando luego parte de la población criolla. Los conquistadores españoles en sus primeros contactos con este pueblo (siglo XVI) les llamaron yugitas tal cual se observa en la Información de servicios presentada en julio de 1548 por Pedro González del Prado. Entre ellos fundó probablemente Francisco de Mendoza el fuerte de Medellín. La mixogénesis de este pueblo es temprana. Está documentada la prole del conquistador Hernán Mejía de Mirabal con María de Mancho. Sus hijas fueron casadas con vecinos importantes de la recientemente fundada ciudad de Córdoba, y entre sus descendientes se cuentan el deán Gregorio Funes, o la familia Echagüe de Santa Fe.

## Forma de vida
Utilizaban sistemas andinos de cultivos, a los que complementaron con la caza, pesca y la recolección de frutos. Entre las armas utilizadas por los sanavirones encontramos la macana, que era una especie de garrote triangular con punta en un extremo, también usado como elemento de defensa personal en las guerras indígenas. Sus viviendas eran grandes chozas colectivas (habitadas por más de una decena de individuos) de ramas y zacate.
Las numerosas excavaciones realizadas sacaron a la luz numerosos trabajos de alfarería que ponían de manifiesto dos tipos de cerámica: una negra grisácea y otra grabada. Los sanavirones vivieron en casas muy grandes donde cabían hasta quince soldados con sus respectivos caballos. Se construían con materias vegetales y cada una albergaba a varias familias. Vestían camiseta de lana, con guardas, y como abrigo un poncho tejido; usaban el cuero en la vestimenta y en la vivienda. Aunque su territorio nunca estuvo dominado por el Tahuantinsuyu, los sanavirones adoptaron mucho del léxico quechua tras 1480, un motivo para ello probablemente fue la existencia entre ellos de cautivas que hablaban dicha lengua.

### Creencias y prácticas religiosas
Sobre su religión se sabe poco y nada: podemos decir que en religión tenían pocos ritos; habrían poseído la noción de un alto dios confundible con el Sol; practicaban la magia y las danzas rituales, de origen amazónico, como se advierte en las pinturas rupestres, en las que el hechicero hacía uso del fruto del cebil como droga narcotizante; el cebil pulverizado era tomado por la nariz y los trabajos arqueológicos han encontrado tabletas de piedra que se utilizaban para molerlo y ofrecerlo.
Los muertos eran enterrados en posición acurrucada, tal vez envueltos en un cuero; se hallaron recipientes de barro que pudieron haber contenido restos de párvulos; pero no hay pruebas de que enterrasen a sus niños en urnas como hacían otras etnias; en cambio lo harían en pequeñas cámaras sepulcrales.

## Descendientes actuales
La Encuesta Complementaria de Pueblos Indígenas (ECPI) 2004-2005, complementaria del Censo Nacional de Población, Hogares y Viviendas 2001 de Argentina, dio como resultado que se reconocieron y/o descienden en primera generación del pueblo sanavirón 528 personas en la provincia de Córdoba.
El Censo Nacional de Población de 2010 en Argentina reveló la existencia de 2871 personas que se autoreconocieron como sanavirones en todo el país, 1971 de los cuales en la provincia de Córdoba y 350 en la de Santiago del Estero.
Desde 1995 el Instituto Nacional de Asuntos Indígenas (INAI) comenzó a reconocer personería jurídica mediante inscripción en el Registro Nacional de Comunidades Indígenas (Renaci) a comunidades indígenas de Argentina, entre ellas a la Comunidad Indígena Sentimiento de mi Tierra de los departamentos Mitre, Aguirre y Salavina de la provincia de Santiago del Estero (el 23 de octubre de 2009) y a la Comunidad Indígena Territorial Comechingón-Sanavirón Tulián de San Marcos Sierras en el departamento Cruz del Eje de la provincia de Córdoba (el 11 de marzo de 2010).
Otras 4 comunidades de sanavirones que viven en los departamentos Mitre y Aguirre de la provincia de Santiago del Estero se encuentran en proceso de constitución jurídica. En la provincia de Córdoba existe además la Comunidad Sanavirona Mampa y Kasik Sacat.
La Comunidad Kasik Sacat tiene sus tierras ancestrales dentro de la Reserva Nacional Ansenuza. Esta comunidad cuenta con registros históricos desde 1760 y tiene un importante antecedente histórico:
En 1787, los ancestros Andrés Saravia y María Rosa Barcos iniciaron los trámites para comprar 40,000 hectáreas de la tierra que habitaban en el oeste de Ansenuza, que en ese entonces era la frontera del norte del estado colonial. La compra se realizó mediante remate público el 6 de junio de 1791, frente al cabildo de Córdoba, y fue autorizada por el Rey Carlos IV por intermedio del Márquez  Rafael de Sobremonte, gobernador intendente de Córdoba del Tucumán. Dicha comunidad cuenta con un sitio arqueológico que fue el asentamiento originario en Paraje los Tajamares departamento Tulumba, Contando actualmente con su sede en Villa Rosario Del Saladillo.